# DDR-Rundfahrt 1978
Die 26. DDR-Rundfahrt fand vom 5. bis zum 11. August 1978 statt. Sie führte mit sieben Etappen über 1.029 km. Die 2. Etappe wurde als Harzrundfahrt deklariert. Bernd Drogan konnte wie im Vorjahr diese Rundfahrt gewinnen.

## Wertungstrikots
Bei dieser Rundfahrt wurden fünf Wertungstrikots vergeben: das Gelbe Trikot des Gesamtbesten, das Blaue der besten Mannschaft, das Violette des aktivsten Fahrers, das Grüne des besten Bergfahrers, sowie das Weiße des besten Nachwuchsfahrers.

## Etappen
Die Rundfahrt erstreckte sich mit sieben Etappen über 1.029 km.

### 1. Etappe: Rund umGernrode, 136 km
|    | Fahrer             | Mannschaft                  | Zeit       |
| -- | ------------------ | --------------------------- | ---------- |
| 1. | Bernd Drogan       | DDR I                       | 3:33:32 h  |
| 2. | Peter Richter      | ASK Vorwärts Frankfurt/O. I | + 0:10 min |
| 3. | Tadeusz Skrzypek   | Polen                       | + 0:41 min |
| 4. | Gottfried Preising | SC Turbine Erfurt           | + 0:51 min |
| 5. | Siegbert Schmeißer | DDR I                       | + 1:11 min |
| 6. | Peter Koch         | DDR I                       | + 1:11 min |

### 2. Etappe:Rund um  den Harz, 136 km
|    | Fahrer          | Mannschaft       | Zeit       |
| -- | --------------- | ---------------- | ---------- |
| 1. | Adam Jagła      | Polen            | 3:22:39 h  |
| 2. | Lars Ericsson   | Schweden         | + 0:10 min |
| 3. | Peter Koch      | DDR I            | + 0:20 min |
| 4. | Uwe Freese      | SC Dynamo Berlin | + 0:30 min |
| 5. | Martin Goetze   | DDR I            | + 0:30 min |
| 6. | Detlef Böhnisch | DDR II           | + 0:30 min |

### 3. Etappe:Quedlinburg–Jena, 162 km
|    | Fahrer            | Mannschaft        | Zeit       |
| -- | ----------------- | ----------------- | ---------- |
| 1. | Bernd Drogan      | DDR I             | 4:12:01 h  |
| 2. | Lothar Fischbach  | SC Turbine Erfurt | + 0:37 min |
| 3. | Grzegorz Banaszek | Polen             | + 0:47 min |
| 4. | Thilo Fuhrmann    | DDR II            | + 0:57 min |
| 5. | Detlef Stoltze    | SC Turbine Erfurt | + 0:57 min |
| 6. | Uwe Freese        | SC Dynamo Berlin  | + 0:57 min |

### 4. Etappe: Jena –Dessau, 162 km
|    | Fahrer           | Mannschaft        | Zeit       |
| -- | ---------------- | ----------------- | ---------- |
| 1. | Thilo Fuhrmann   | DDR II            | 4:34:07 h  |
| 2. | Lothar Fischbach | SC Turbine Erfurt | + 0:10 min |
| 3. | Nentscho Stajkow | Bulgarien         | + 0:20 min |
| 4. | Uwe Freese       | SC Dynamo Berlin  | + 0:30 min |
| 5. | Peter Greiner    | SC Dynamo Berlin  | + 0:30 min |
| 6. | Bernd Drogan     | DDR I             | + 0:30 min |

### 5. Etappe: Rund um Dessau, 135 km
|    | Fahrer          | Mannschaft                  | Zeit       |
| -- | --------------- | --------------------------- | ---------- |
| 1. | Uwe Freese      | SC Dynamo Berlin            | 3:14:02 h  |
| 2. | Mathias Vierke  | DDR II                      | + 0:10 min |
| 3. | Marek Szymaniak | Polen                       | + 0:20 min |
| 4. | Detlef Kletzin  | ASK Vorwärts Frankfurt/O. I | + 0:30 min |
| 5. | Olaf Jentzsch   | SC Cottbus                  | + 0:30 min |
| 6. | Lutz Lötzsch    | SC Karl-Marx-Stadt          | + 0:30 min |

### 6. Etappe:Wittenberg–Forst, 163 km
|    | Fahrer                | Mannschaft                  | Zeit       |
| -- | --------------------- | --------------------------- | ---------- |
| 1. | Peter Koch            | DDR I                       | 3:55:14 h  |
| 2. | Bernd Drogan          | DDR I                       | + 0:11 min |
| 3. | Hans-Joachim Schippel | ASK Vorwärts Frankfurt/O. I | + 0:26 min |
| 4. | Hans-Joachim Hartnick | DDR I                       | + 0:41 min |
| 5. | Detlef Böhnisch       | DDR II                      | + 0:41 min |
| 6. | Detlef Kletzin        | ASK Vorwärts Frankfurt/O. I | + 0:41 min |

### 7. Etappe: Rund imKreis Forst, 135 km
|    | Fahrer            | Mannschaft                   | Zeit       |
| -- | ----------------- | ---------------------------- | ---------- |
| 1. | Mathias Vierke    | DDR II                       | 3:20:36 h  |
| 2. | Andreas Petermann | DDR I                        | + 0:10 min |
| 3. | Ulrich Borrmann   | ASK Vorwärts Frankfurt/O. II | + 0:20 min |
| 4. | Detlef Stoltze    | SC Turbine Erfurt            | + 0:34 min |
| 5. | Peter Koch        | DDR I                        | + 2:35 min |
| 6. | Bernd Drogan      | DDR I                        | + 2:35 min |

## Gesamtwertungen

### Gelbes Trikot (Einzelwertung)
|     | Fahrer                | Mannschaft                  | Zeit        |
| --- | --------------------- | --------------------------- | ----------- |
| 01. | Bernd Drogan          | DDR I                       | 26:16:38 h  |
| 02. | Peter Richter         | ASK Vorwärts Frankfurt/O. I | + 02:05 min |
| 03. | Thilo Fuhrmann        | DDR II                      | + 03:15 min |
| 04. | Peter Koch            | DDR I                       | + 03:46 min |
| 05. | Hans-Joachim Hartnick | DDR I                       | + 06:27 min |
| 06. | Hans-Joachim Schippel | ASK Vorwärts Frankfurt/O. I | + 06:32 min |
| 07. | Andreas Petermann     | DDR I                       | + 08:10 min |
| 08. | Lothar Fischbach      | SC Turbine Erfurt           | + 13:55 min |
| 09. | Roman Szczur          | Polen                       | + 14:44 min |
| 10. | Adam Jagła            | Polen                       | + 16:05 min |

### Blaues Trikot (Mannschaft)
|    | Mannschaft                  | Zeit        |
| -- | --------------------------- | ----------- |
| 1. | DDR I                       | 78:56:38 h  |
| 2. | ASK Vorwärts Frankfurt/O. I | + 07:51 min |
| 3. | DDR II                      | + 30:10 min |
| 4. | Polen                       | + 35:52 min |
| 5. | SC Dynamo Berlin            | + 41:50 min |
| 6. | SC Turbine Erfurt           | + 58:09 min |

### Violettes Trikot (Aktivster Fahrer)
|    | Fahrer         | Mannschaft                  | Punkte |
| -- | -------------- | --------------------------- | ------ |
| 1. | Bernd Drogan   | DDR I                       | 23     |
| 2. | Peter Richter  | ASK Vorwärts Frankfurt/O. I | 16     |
| 3. | Detlef Kletzin | ASK Vorwärts Frankfurt/O. I | 13     |

### Grünes Trikot (Bester Bergfahrer)
|    | Fahrer           | Mannschaft | Punkte |
| -- | ---------------- | ---------- | ------ |
| 1. | Nentscho Stajkow | Bulgarien  | 41     |
| 2. | Holger Kickeritz | DDR II     | 27     |
| 3. | Bernd Drogan     | DDR I      | 22     |

### Weißes Trikot (Nachwuchsfahrer)
|    | Fahrer         | Mannschaft       | Punkte |
| -- | -------------- | ---------------- | ------ |
| 1. | Uwe Freese     | SC Dynamo Berlin | 18     |
| 2. | Peter Koch     | DDR I            | 15     |
| 3. | Mathias Vierke | DDR II           | 8      |

## Anmerkung
1. ↑  Bei allen Zeitangaben sind die Etappenzeitgutschriften bereits mit eingerechnet.